# Cristian Volpato
Cristian Volpato (Camperdown, 2003. november 15. –) ausztrál születésű olasz korosztályos válogatott labdarúgó, az AS Roma játékosa.

## Pályafutása

### Klubcsapatokban
A Sydney 58 és a Sydney, majd a Western Sydney Wanderers korosztályos csapataiban nevelkedett. 2020-ban Fabrizio Piccareta révén került az olasz AS Roma akadémiájára. Januárban három évre szóló szerződést kötött az olasz klubbal. A következő évben aláírta a klubbal az első profi szerződését 2024 nyaráig. 2021. december 4-én mutatkozott be a felnőttek között az Internazionale ellen 3–0-ra elvesztett bajnoki mérkőzés ráadásában. Február 19-én a Hellas Verona elleni 2–0-re végződő mérkőzésén a 62. percben Felix Afena-Gyan cseréjeként lépett pályára és a 65. percben megszerezte első profi gólját.

### A válogatottban
Ausztrál és olasz színeket is képviselhet. 2021 augusztus elején meghívót kapott az olasz U19-es válogatottba, de később ezt le kellett mondania. December 12-én Graham Arnold az ausztrál szövetségi kapitány is fontolgatta a behívását a felnőttek közé, valamint meghívót kapott az U23-as keretbe, de a Roma nem engedélyezte számára a távollétet. Bekerült a 2022-es U19-es labdarúgó-Európa-bajnokságra utazó olasz keretbe. A Románia elleni csoportkör első mérkőzésén mutatkozott be és a 68. percben első gólját is megszerezte a 2–1-re megnyert találkozón. A franciák ellen 4–1-re elvesztett mérkőzésén az olaszok egyetlen gólját szerezte meg.

## Statisztika
2022. május 14-i állapotnak megfelelően.
| Klub     | Szezon   | Bajnokság | Bajnokság | Bajnokság | Kupa  | Kupa  | Nemzetközi | Nemzetközi | Összesen | Összesen |
| Klub     | Szezon   | Osztály   | Mérk.     | Gólok     | Mérk. | Gólok | Mérk.      | Gólok      | Mérk.    | Gólok    |
| -------- | -------- | --------- | --------- | --------- | ----- | ----- | ---------- | ---------- | -------- | -------- |
| Roma     | 2021–22  | Serie A   | 3         | 1         | 0     | 0     | 0          | 0          | 3        | 1        |
| Összesen | Összesen | Összesen  | 3         | 1         | 0     | 0     | 2          | 0          | 5        | 1        |